# Charaxes comoranus
Charaxes comoranus är en fjärilsart som beskrevs av Rothschild 1903. Charaxes comoranus ingår i släktet Charaxes och familjen praktfjärilar. Inga underarter finns listade i Catalogue of Life.